# Стюарт, Джеймс, граф Морей
Джеймс Стюарт (англ. James Stewart; 1499—1544), граф Морейский (с 1501 года) — шотландский барон, незаконнорождённый сын короля Шотландии Якова IV и его любовницы Дженет Кеннеди.

## Биография
В 1526—1528 годах Морей был активным участником движения шотландских баронов с целью освобождения короля Якова V из-под власти графа Ангуса. В период самостоятельного правления Якова V Морей был фактически единственным крупным шотландским бароном, поддерживающим короля, своего единокровного брата: Яков V постепенно отстранил всю аристократию от участия в управлении и в широких масштабах прибегал к конфискациям земель. Джеймс Стюарт отвечал за поддержание порядка в северных регионах страны и неоднократно подавлял волнения горных кланов против центральной власти. В 1542 году, после смещения королём их единокровного племянника графа Хантли, Морей был назначен командующим королевской армией в войне с Англией. Однако эта война завершилась катастрофой при Солуэй-Моссе и смертью короля Якова V.
В период несовершеннолетия королевы Марии Стюарт Морей являлся членом регентского совета и был сторонником про-французской политики кардинала Битона.

## Семья
Был женат на леди Элизабет Кэмпбелл, дочери 3-го графа Аргайла. Единственная дочь — леди Мэри Стюарт — вышла замуж за Джона Стюарта (ум. 1547), сына 3-го графа Бьюкена (который был внуком 1-го графа Бьюкена).
После смерти графа Морея его вдова вышла замуж за 11-го графа Сазерленда.

## Комментарии
1. ↑  Матерью 4-го графа Хантли была Маргарита Стюарт — незаконнорождённая дочь короля Якова IV.